# Печорская губа
Печорская губа — крупный залив Печорского моря — юго-восточной части Баренцева моря, на территории Ненецкого автономного округа России.
Длина залива около 100 км, ширина от 40 до 120 км. С севера ограничена полуостровом Русский Заворот и дугой низких песчаных островов Гуляевские Кошки, которые вместе с полуостровом формируют дугу, завершающуюся в северо-восточной части губы. Залив мелководный (глубина до 6 м). В Печорскую губу впадает река Печора. Ледостав с октября по июнь.
Развит промысел белухи, тюленя. Распространено рыболовство (треска и прочие виды северных морских рыб).
Часть губы входит в созданный в 1997 году Ненецкий заповедник.